# Mållången
Mållången är en sjö i Ovanåkers kommun i Hälsingland och ingår i Ljusnans huvudavrinningsområde. Sjön är 27 meter djup, har en yta på 16,8 kvadratkilometer och befinner sig 225 meter över havet. Den högsta kustlinjen (HK) i området ligger vid 227 m.ö.h. Den årsregleras som vattenmagasin med magasinsvolymen 36,0 Mm3 och med 2,50 meters regleringsamplitud, den har 38 procent regleringsgrad. Sjön avvattnas av vattendraget Mållångsboån/Flaxnan med årsmedelvattenföringen 3,5 m3/s.
Vid provfiske har bland annat abborre, gers, gädda och löja fångats i sjön.

## Delavrinningsområde
Mållången ingår i det delavrinningsområde (678818-150048) som SMHI kallar för Utloppet av Mållången. Medelhöjden är 224 meter över havet och ytan är 109,23 kvadratkilometer. Räknas de 35 avrinningsområdena uppströms in blir den ackumulerade arean 338,29 kvadratkilometer. Flaxnan som avvattnar avrinningsområdet har biflödesordning 3, vilket innebär att vattnet flödar genom totalt 3 vattendrag innan det når havet efter 95 kilometer. Avrinningsområdet består mestadels av skog (74 procent). Avrinningsområdet har 17,99 kvadratkilometer vattenytor vilket ger det en sjöprocent på 16,5 procent.

## Fisk
Vid provfiske har följande fisk fångats i sjön:
- Abborre
- Gärs
- Gädda
- Löja
- Mört
- Nors
- Sik